# Alexis Tsipras
Alexis Tsipras (græsk: Aλέξης Τσίπρας; født 28. juli 1974) er en græsk politiker og premierminister fra 2015 til 2019. Han blev taget i ed som landets premierminister den 26. januar 2015 efter parlamentsvalget, der gav hans parti 36% af stemmerne og 149 ud af parlamentets 300 pladser. Han har været formand for partiet Synaspismos siden 2009 og har været leder af oppositionen siden 2019.
Tsipras afsluttede i 2000 sin uddannelse som ingeniør fra Athens Tekniske Universitet. I studietiden engagerede han sig i studenterpolitiske aktiviteter og organisationer lokalt og nationalt. Han var desuden aktivt medlem af et kommunistisk partis ungdomsorganisation. Herigennem blev han engageret i en venstrepolitisk paraplyorganisation, Synaspismós, som han forblev i, da hans parti trak sig ud, og han var i en årrække sekretær i Synaspismós' ungdomsfraktion. I 2004 valgtes Tsipras til Synaspismós' centralkomité med ansvar for uddannelses- og ungdomspolitik.
I 2006 blev han indvalgt i Athens bystyre for venstrefløjskoalitionen SYRIZA. I 2008 blev han landsformand for SYRIZA, den til da yngste leder for en landspolitisk organisation i Grækenland. Ved parlamentsvalget året efter kom Tsipras i parlamentet, hvor han blev gruppeformand. Partiet opnåede 4,6% af stemmerne og 13 mandater.
I maj 2012 firedoblede SYRIZA under Tsipras ledelse sit stemmetal og blev med 52 mandater parlamentets næststørste gruppe. Valgets resultat gjorde det ikke muligt at danne en regering, hvorfor præsidenten udskrev nyvalg til afholdelse den 17. juni 2012. Af valgtaktiske årsager ændrede SYRIZA status fra en koalition til et egentligt parti op til dette valg.
Tsipras meddelte i en tv-transmitteret tale den 20. august 2015, at han valgte at træde tilbage som premierminister. Der blev udnævnt nyvalgt til den 20. september 2015. Frem til valget blev højesteretsdommeren Vassiliki Thanou-Christophilou udpeget til posten, som dermed blev landets første kvindelige premierminister.
Ved valget blev Tsipras og hans parti genvalgt med ca. 35% af stemmerne. Det forventes at han igen danner en koalitionsregering med Panos Kommenos, der er formand for det højreorienterede nationalistparti Uafhængige grækere.